# Felice Placido Borel
Felice Placido Borel, conegut com a Borel II, (Nizza Monferrato, 5 d'abril de 1914 - Torí, 21 de gener de 1993) fou un futbolista italià i posterior entrenador de futbol.
Provenia d'una família de futbolistes. El seu pare Ernesto Borel jugà als clubs OGC Nice, AS Cannes i Juventus FC als anys 1900 i 1910. El seu germà gran Aldo Borel també jugà professionalment 10 anys a la Sèrie A. Per distingir els dos germans, Aldo era conegut com a Borel I i Felice com a Borel II.
La major part de la seva carrera transcorregué a la Juventus FC, on marcà 157 gols, fet que el situa entre els màxims golejadors de la història del club. Disputà tres partits amb Itàlia i fou integrant de la selecció campiona del Món l'any 1934.
Jugà també als clubs Torino FC, Alessandria i SSC Napoli. D'aquests dos darrers en fou jugador-entrenador. Més tard, la temporada 1958-59 fou director tècnic del Catania.